# 近畿職業能力開発大学校附属京都職業能力開発短期大学校
近畿職業能力開発大学校附属京都職業能力開発短期大学校（きんきしょくぎょうのうりょくかいはつだいがっこうふぞくきょうとのうりょくかいはつたんきだいがっこう）は、京都府舞鶴市にある職業能力開発短期大学校である。愛称はポリテクカレッジ京都であるが、公式サイトでは近畿職業能力開発大学校京都校とも表記されている（2012年1月現在）。厚生労働省所管の独立行政法人高齢・障害・求職者雇用支援機構が設置・運営する。

## 沿革
- 1981年（昭和56年）4月：舞鶴総合高等職業訓練校が職業訓練短期大学校に転換され、京都職業訓練短期大学校となる。
- 1993年（平成5年）4月：京都職業能力開発短期大学校に改称する。
- 1999年（平成11年）4月：近畿職業能力開発大学校附属京都職業能力開発大学校となる。

## 設置訓練科
- 生産技術科
- 電子情報技術科
- 情報通信サービス科（2014年度新設：日本版デュアルシステムを採用）
- 住居環境科（2012年度限りで学生募集停止）
- 染織技術科（2009年度限りで学生募集停止）
- 電子技術科（2008年度限りで学生募集停止）
- 情報技術科（2008年度限りで学生募集停止）

（注１）平成21年度より入学金（入校料）169,200円が必要

（注２）情報通信サービス科については、入校料は不要

## 在職者訓練
2009年4月現在、在職者訓練として、ものづくり分野の能力開発セミナー（高度職業訓練の専門短期課程）を実施している。

## 所在地
- 京都府舞鶴市上安1922番地